# Orville H. Platt
Orville Hitchcock Platt (19 de julio de 1827 – 21 de abril de 1905) fue un senador de los Estados Unidos representando a Connecticut. Platt fue un prominente republicano conservador y por la década de 1890 se convirtió en uno de los "cuatro grandes" republicanos, que en gran parte controlado las principales decisiones del Senado, junto con William B. Allison de Iowa, John Coit Spooner de Wisconsin y Nelson W. Aldrich de Rhode Island.

## Infancia
Nació en Washington, Connecticut, asistió a las escuelas comunes y se graduó de The Gunnery en Washington. Estudió Derecho en Litchfield, y fue admitido a la barra en 1850, a partir de su experiencia práctica en Towanda, Pensilvania. Se trasladó a Meriden, Connecticut en 1850 y continuaba con su trabajo en el ámbito de la ley.

## Carrera política
Fue secretario del Senado de Connecticut en el año 1855 y 1856, Secretario de Estado de Connecticut en el año de 1857, y miembro del Senado del Estado en 1861 y 1862. Fue un miembro de la Cámara de Representantes de Connecticut en 1864 y 1869, y actuó como portavoz. 
Platt fue fiscal del estado del Condado de New Haven de 1877 a 1879 y fue elegido como republicano para el Senado de los Estados Unidos en 1879. Fue reelegido en 1885, 1891, 1897 y 1903, y sirvió desde el 4 de marzo de 1879 hasta su muerte.
Fue presidente de la Comisión de Patentes y miembro de los Comités de: Pensiones, Territorios, Relaciones cubanas, y Poder Judicial. Por la década de 1890, la influencia de Platt en el Senado se incrementó hasta el punto de que, finalmente, fue conocido como un miembro de los "Cuatro del Senado" que controlaban el Senado, junto con Juan Coit Spooner, William B. Allison y Nelson W. Aldrich. A causa de sus votos en contra de la ley Sherman Antitrust, y el Acta de las Ocho Horas de Trabajo, Platt fue denunciada por las organizaciones del trabajo y fue considerado como un reaccionario. Era un ferviente defensor de la abolición del secreto ejecutivo de las sesiones del Senado.
El 1 de marzo de 1901, la cámara de Representantes de EE. UU. aprobó el proyecto de ley, Enmienda Platt, que influenciará las relaciones con Cuba desde 1901 hasta 1934.
Fue un compatriota de los Hijos de la Revolución Americana.